# Rhododendron nanjianense
Rhododendron nanjianense är en ljungväxtart som beskrevs av Kuo Mei Feng och Z.H. Yang. Rhododendron nanjianense ingår i släktet rododendron, och familjen ljungväxter. Inga underarter finns listade i Catalogue of Life.